# 微柱麻
微柱麻（学名：Chamabainia cuspidata），又名蟲蟻麻，为荨麻科微柱麻属的植物。分布于斯里兰卡、越南、锡金、尼泊尔、印度、台湾、缅甸以及中国大陆的西藏、云南、福建、四川、湖南、贵州、广西、湖北、江西等地，生长于海拔1,000米至2,900米的地区，常生长在灌丛中、沟边、山地林中或石上，目前尚未由人工引种栽培。